# Repište (gmina Vladičin Han)
Repište (cyr. Репиште) – wieś w Serbii, w okręgu pczyńskim, w gminie Vladičin Han. W 2011 roku liczyła 213 mieszkańców.